# 外廚增七
長蛇座17，又名BD-07 2661，HD 76369、SAO 136408、HR 3552，是長蛇座的一颗恒星，视星等为6.91，位于銀經235.69，銀緯23.01，其B1900.0坐标为赤經8h 50m 35.5s，赤緯-7° 23.01′ 15″。